# Sbracciantizzazione
La sbracciantizzazione fu uno degli aspetti della Politica agraria del fascismo italiano.

## Obiettivi
Mirava alla diminuzione del numero di braccianti giornalieri a favore di mezzadri, affittuari e coloni per sviluppare le piccole e medie proprietà.
Realizzata all'interno della Battaglia del grano, contribuì non poco ad aumentare il controllo sociale delle proprietà terriere, ed il cui obiettivo era quello di riuscire a "contadinizzare" l'intero Paese. L'obiettivo era anche quello di rendere l'Italia autonoma nella produzione agricola. Nelle campagne del nord Italia (in special modo quelle da poco bonificate) s'intensificò la disgregazione delle cooperative e leghe bracciantili socialiste a favore di forme compartecipative, ispirate ai principi del corporativismo.

## Risultati
Tra i risultati concreti raggiunti dalla politica di sbracciantizzazione è da sottolineare la drastica riduzione dal 44% al 28% della quota di lavoratori agricoli senza terra, dunque un loro maggiore coinvolgimento all'interno dei processi produttivi e di conseguenza, pur senza una politica di rincorsa alla modernizzazione tecnologica, l'incremento dell'indice di produzione aumentò fino a 100 dal livello 88 cui era precipitato nell'immediato primo dopoguerra.